# Maja Marcen
Maja Marcen Pavlin (née le 14 avril 1982) est une archère slovène puis colombienne.

## Biographie
Marcen remporte sa première médaille mondiale en 2010 alors qu'elle remporte l'argent aux épreuves de tir à l'arc par équipe mixtes aux championnats d'Europe de tir à l'arc 2010 sous les couleurs de la Slovénie. Elle prend par la suite la nationalité colombienne. Sous ces couleurs, elle remporte plusieurs médailles à la coupe du monde. En 2016, elle remporte l'argent aux championnats panaméricains 2016 dans la catégorie par équipe femmes.

## Palmarès
- Coupe du monde[1]
  -  Médaille d'or à l'épreuve par équipe femme à la coupe du monde 2013 de Antalya.
  -  Médaille d'argent à l'épreuve par équipe femme à la coupe du monde 2013 de Medellín.
  -  Médaille de bronze à l'épreuve par équipe femme à la coupe du monde 2014 de Wrocław.
  -  Médaille d'or à l'épreuve par équipe femme à la coupe du monde 2015 de Antalya.
  -  Médaille d'or à l'épreuve par équipe femme à la coupe du monde 2015 de Medellín.

- Championnats d'Europe[1]
  -  Médaille de bronze à l'épreuve par équipe mixte aux championnats d'Europe 2010 à Rovereto.

- Championnats panaméricains[1]
  -  Médaille d'argent à l'épreuve par équipe femme aux championnats panaméricains 2016 à San José.